# Eta Lupi
Eta Lupi (η Lup) – gwiazda w gwiazdozbiorze Wilka, odległa od Słońca o około 442 lata świetlne.

## Charakterystyka
Eta Lupi to błękitna, gorąca gwiazda typu widmowego B2,5, sklasyfikowana jako podolbrzym, choć w rzeczywistości jest to młoda gwiazda ciągu głównego. Jej jasność, przy uwzględnieniu znacznej emisji w ultrafiolecie, jest 4570 razy większa niż jasność Słońca, a temperatura jest równa 12 800 K. Jej masa jest około 8,5 razy większa niż masa Słońca, a promień jest 4,7 raza większy od słonecznego. Na ciągu głównym gwiazda o tej masie spędzi łącznie 28 milionów lat, z czego Eta Lupi przeżyła już około jednej trzeciej. Jej masa jest blisko granicy, powyżej której gwiazdy eksplodują jako supernowa, ale najprawdopodobniej skończy ona życie jako bardzo masywny biały karzeł.
Eta Lupi należy do asocjacji gwiazdowej górnego Centaura-Wilka, której gwiazdy powstały z jednego obłoku molekularnego i rozpraszają się w Galaktyce; ma także dwie towarzyszki związane z nią grawitacyjnie. Bliższa, Eta Lupi B, to gwiazda o wielkości 7,5m, odległa o 15 sekund kątowych (pomiar z 2016 r.). W przestrzeni jest oddalona o co najmniej 1950 au od jaśniejszego składnika i potrzebuje ponad 26 tysięcy lat na okrążenie wspólnego środka masy. Jest to gwiazda typu widmowego A4 o masie około dwukrotnie większej niż Słońce i piętnastokrotnie jaśniejsza. Dalszy składnik tego układu potrójnego, Eta Lupi D, ma wielkość 10,85m i dzieli ją od najjaśniejszej gwiazdy 135,5″ (pomiar z 2007 roku). W przestrzeni oznacza to co najmniej 18 tysięcy au, a okres orbitalny tego składnika to co najmniej 3/4 miliona lat. Jego masa jest oceniana na podobną do masy Słońca. Widoczna nieco bliżej gwiazda C (115,8″ w 2007 r.) nie jest związana z tym układem i przemieszcza się szybko względem niego.